# Хацег (Констанца)
Хацег (рум. Hațeg) насеље је у Румунији у округу Констанца у општини Адамклиси. Oпштина се налази на надморској висини од 32 m.

## Становништво
Према подацима из 2002. године у насељу је живело 36 становника, од којих су сви румунске националности.